# Tiphia femorata
Tiphia femorata, auch Gemeine Rollwespe genannt, ist ein Hautflügler aus der Familie der Rollwespen (Tiphiidae). Diese Art aus der Gattung Tiphia ist in ganz Europa häufig.

## Merkmale
Die Körperlänge von Tiphia femorata ist variabel, Männchen erreichen eine Länge von 5 bis 12 Millimetern, Weibchen werden 6 bis 15 Millimeter lang. Der Körper ist dunkel gefärbt. Die Tibien und Femora der mittleren und hinteren Beinpaare sind meist rotbraun gefärbt. Das dritte Tergit besitzt am Rücken keine Querleiste. Die Seiten des Propodeums sind beim Männchen quergestreift.
Ähnliche, aber seltenere Arten sind in Mitteleuropa Tiphia minuta und Tiphia unicolor (Synonym: Tiphia ruficornis) und Tiphia villosa (Synonym: Tiphia morio, in Deutschland nahezu ausgestorben).

## Vorkommen
Die Art ist in Nordafrika und Europa verbreitet. Sie besiedelt verschiedene offene, temperaturbegünstigte und trockene Lebensräume. Die Tiere kommen in einer Generation von Mitte Juni bis Ende August vor.

## Lebensweise
Tiphia femorata parasitiert die Larven von Blatthornkäfern (Scarabaeidae), vor allem des auch Junikäfer genannten Amphimallon solstitiale. Die Weibchen spüren diese durch ihren Geruchssinn im Erdreich auf, graben sich zu ihnen vor und legen an ihnen ein Ei ab, nachdem sie durch einen Stich bewegungsunfähig gemacht wurden.
Weibliche Imagines fliegen Blüten zur Nektar- und Pollensuche auf und übernachten auch auf diesen. Wegen ihrer kurzen Mundwerkzeuge bevorzugen sie Doldenblütler, um den Nektar leicht zu erreichen. Die weiter außen liegenden, zangenartig arbeitenden Mandibeln dagegen werden zum Graben nach Wirtstieren eingesetzt.

## Bilder

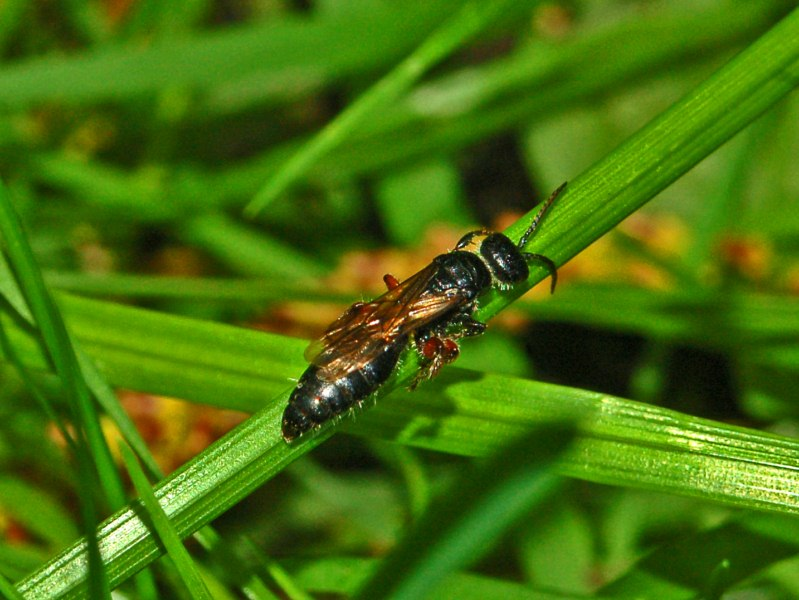
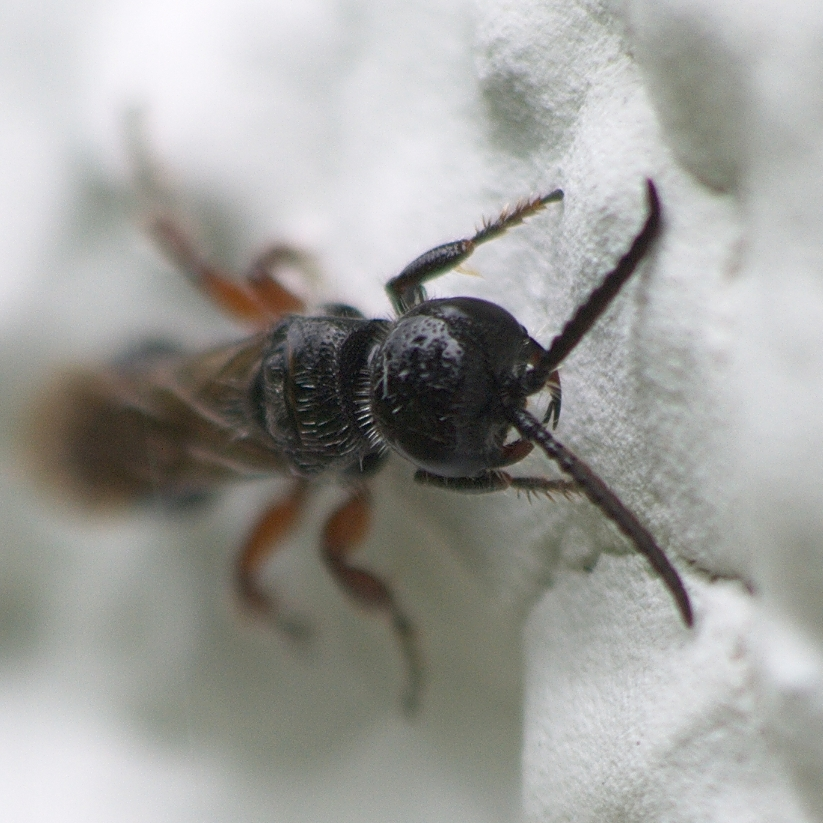
Der Blick von vorn auf den Kopf zeigt die auffällig langen Mandibeln
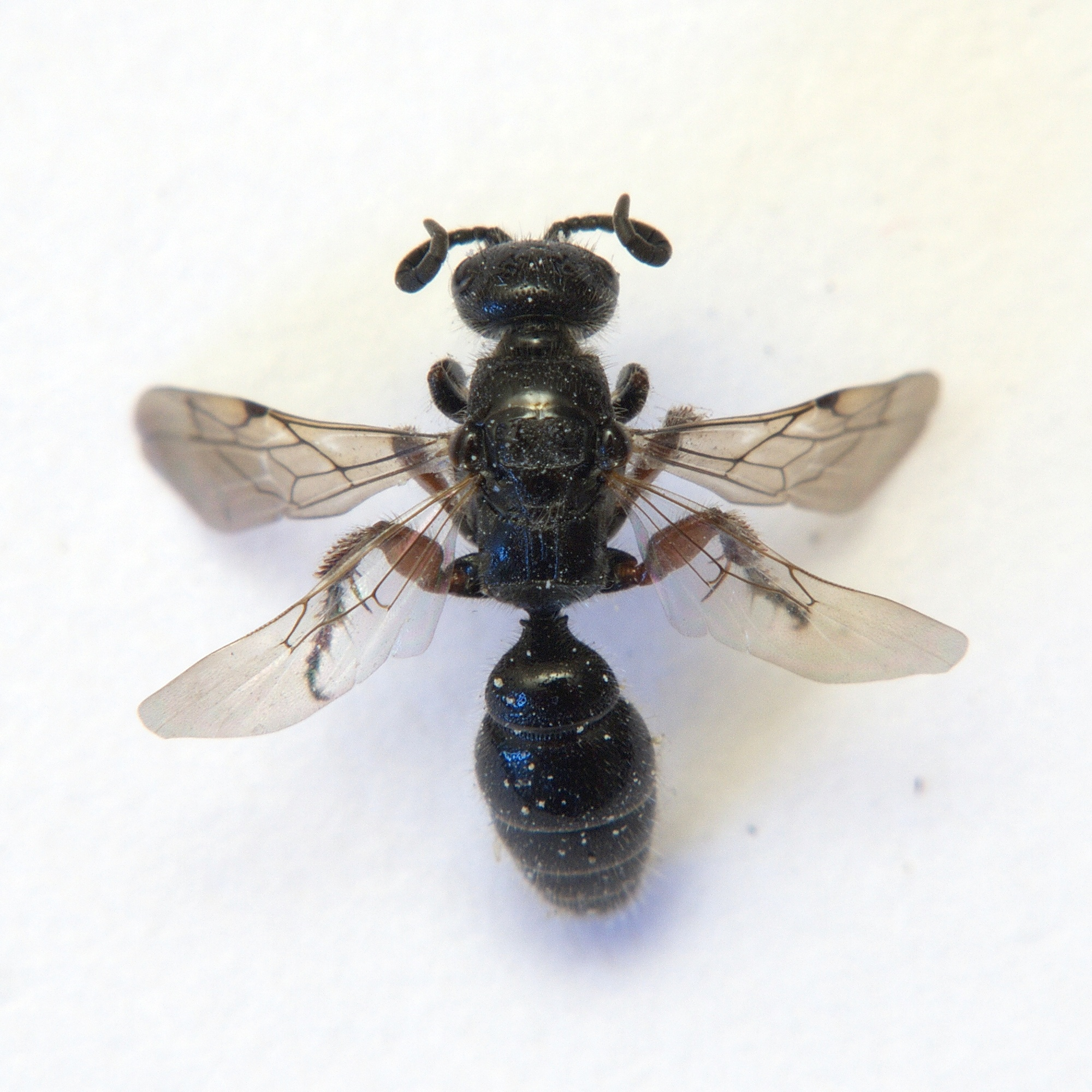
Totes Weibchen mit gerollten Fühlern